# V.League 1 2018
Die V.League 1 2018, aus Sponsorengründen auch als Nuti Café V.League 1 bekannt, war die 35. Spielzeit der höchsten vietnamesischen Fußballliga seit der offiziellen Einführung im Jahr 1980. Die Saison begann am 10. März 2018 und endete am 8. Oktober 2018. Titelverteidiger war der Quảng Nam FC.

## Mannschaften
| Mannschaft              | Stadt             | Heimstadion          | Kapazität |
| ----------------------- | ----------------- | -------------------- | --------- |
| Becamex Bình Dương      | Thủ Dầu Một       | Gò-Đậu-Stadium       | 18.250    |
| FC Thanh Hóa            | Thanh Hóa         | Thanh-Hóa-Stadion    | 14.000    |
| Hà Nội FC               | Hanoi             | Hàng-Đẫy-Stadium     | 25.000    |
| Hải Phòng FC            | Hải Phòng         | Lạch Tray Stadium    | 30.000    |
| Hoàng Anh Gia Lai       | Pleiku            | Pleiku-Stadium       | 12.000    |
| Dược Nam Hà Nam Định FC | Nam Định          | Thiên Trường Stadium | 30.000    |
| Hồ Chí Minh City FC     | Ho-Chi-Minh-Stadt | Thống Nhất Stadium   | 25.000    |
| Quảng Nam FC            | Tam Kỳ            | Tam Kỳ Stadium       | 25.654    |
| Sài Gòn FC              | Ho-Chi-Minh-Stadt | Thống Nhất Stadium   | 25.000    |
| Sanna Khánh Hòa BVN     | Nha Trang         | Nha Trang Stadium    | 25.000    |
| Sông Lam Nghệ An        | Vinh              | Vinh Stadium         | 12.000    |
| SHB Đà Nẵng             | Đà Nẵng           | Hòa Xuân Stadium     | 20.500    |
| Than Quảng Ninh FC      | Cẩm Phả           | Cẩm Phả Stadium      | 16.000    |
| XSKT Cần Thơ            | Cần Thơ           | Cần Thơ Stadium      | 60.000    |

## Personal
| Mannschaft              | Trainer            | Mannschaftskapitän |
| ----------------------- | ------------------ | ------------------ |
| Becamex Bình Dương      | Trần Minh Chiến    | Nguyễn Anh Đức     |
| FC Thanh Hóa            | Nguyễn Đức Thắng   | Pape Omar Fayé     |
| Hà Nội FC               | Chu Đình Nghiêm    | Nguyễn Văn Quyết   |
| Hải Phòng FC            | Trương Việt Hoàng  | Lê Văn Phú         |
| Hoàng Anh Gia Lai       | Dương Minh Ninh    | Lương Xuân Trường  |
| Dược Nam Hà Nam Định FC | Nguyễn Văn Sỹ      | Nguyễn Hữu Định    |
| Hồ Chí Minh City FC     | Toshiya Miura      | Trương Đình Luật   |
| Quảng Nam FC            | Hoàng Văn Phúc     | Đinh Thanh Trung   |
| Sài Gòn FC              | Nguyễn Thành Công  | Nguyễn Ngọc Duy    |
| Sanna Khánh Hòa BVN     | Võ Đình Tân        | Chaher Zarour      |
| Sông Lam Nghệ An        | Nguyễn Đức Thắng   | Trần Nguyên Mạnh   |
| SHB Đà Nẵng             | Nguyễn Minh Phương | Gastón Merlo       |
| Than Quảng Ninh FC      | Phan Thanh Hùng    | Huỳnh Tuấn Linh    |
| XSKT Cần Thơ            | Vũ Quang Bảo       | Tô Vĩnh Lợi        |

## Ausländische Spieler
| Mannschaft              | Spieler 1           | Spieler 2             | AFC Spieler | Eingebürgerte Spieler   | Ehemalige Spieler                                        |
| ----------------------- | ------------------- | --------------------- | ----------- | ----------------------- | -------------------------------------------------------- |
| Becamex Bình Dương      | Chinedu Udoka       | Ali Rabo              |             | Đinh Hoàng Max          | Romario Kortzorg Alexandros Tanidis                      |
| FC Thanh Hóa            | Pape Omar Fayé      | Rimario Gordon        |             | Nguyễn van Bakel        | Ryūtarō Karube Edward Ofere                              |
| Hà Nội FC               | Moses Oloya         | Ganiyu Oseni          |             | Hoàng Vũ Samson         |                                                          |
| Hải Phòng FC            | Andre Fagan         | Errol Anthony Stevens |             | Lê Văn Phú              |                                                          |
| Hồ Chí Minh City FC     | Matías Jadue        | Marclei Santos        |             | Huỳnh Kesley Alves      | Gustavo Balotelli Paulo Tavares Gonzalo Damian Marronkle |
| Hoàng Anh Gia Lai       | Josip Zeba          | Osmar                 |             |                         | Kim Jin-seo Rimario Gordon                               |
| Dược Nam Hà Nam Định FC | Romario Kortzorg    | Diogo Pereira         |             | Nguyễn Quốc Thiện Esele | Alex Rafael Neil Benjamin Shackeil Henry                 |
| Quảng Nam FC            | Douglas             | Oliveira              |             | Nguyễn Trung Đại Lộc    | Wander Luiz Claudecir Nguyễn Trung Đại Dương             |
| Sài Gòn FC              | Dominique Da Silva  | Marvin Ogunjimi       |             | Trần Trung Hiếu         | Dugary Ndabashinze Lê Văn Tân                            |
| Sanna Khánh Hòa BVN     | Chaher Zarour       | Youssouf Touré        |             |                         |                                                          |
| Sông Lam Nghệ An        | Michael Olaha       | Jermie Dwayne Lynch   |             |                         | Osmar                                                    |
| SHB Đà Nẵng             | Kouassi Yao Hermann | Louis Epassi Ewonde   |             | Gastón Merlo            | Diogo Pereira                                            |
| Than Quảng Ninh FC      | Eydison             | Joel Vinicius         |             |                         | Trần Trung Hiếu                                          |
| XSKT Cần Thơ            | Wander Luiz         | Patiyo Tambwe         |             | Hoàng Vissai            | Rod Dyachenko                                            |

## Abschlusstabelle
| Pl.                    | Verein                      | Sp. | S  | U  | N  | Tore    | Diff. | Punkte |
| ---------------------- | --------------------------- | --- | -- | -- | -- | ------- | ----- | ------ |
| 1.                     | Hà Nội FC                   | 26  | 20 | 4  | 2  | 072:300 | +42   | 64     |
| 2.                     | FC Thanh Hóa                | 26  | 13 | 7  | 6  | 043:290 | +14   | 46     |
| 3.                     | Sanna Khánh Hòa BVN         | 26  | 11 | 10 | 5  | 033:270 | +6    | 43     |
| 4.                     | Sông Lam Nghệ An (P)        | 26  | 12 | 6  | 8  | 038:320 | +6    | 42     |
| 5.                     | Than Quảng Ninh FC          | 26  | 9  | 8  | 9  | 040:390 | +1    | 35     |
| 6.                     | Hải Phòng FC                | 26  | 9  | 7  | 10 | 026:260 | ±0    | 34     |
| 7.                     | Becamex Bình Dương          | 26  | 7  | 12 | 7  | 039:360 | +3    | 33     |
| 8.                     | Sài Gòn FC                  | 26  | 9  | 4  | 13 | 036:400 | −4    | 31     |
| 9.                     | SHB Đà Nẵng                 | 26  | 8  | 7  | 11 | 038:490 | −11   | 31     |
| 10.                    | Hoàng Anh Gia Lai           | 26  | 8  | 7  | 11 | 041:530 | −12   | 31     |
| 11.                    | Quảng Nam FC (M) (SP)       | 26  | 7  | 10 | 9  | 037:450 | −8    | 31     |
| 12.                    | Hồ Chí Minh City FC         | 26  | 7  | 6  | 13 | 036:440 | −8    | 27     |
| 13.                    | Dược Nam Hà Nam Định FC (N) | 29  | 8  | 9  | 12 | 033:450 | −12   | 33     |
| 14.                    | XSKT Cần Thơ                | 26  | 4  | 9  | 13 | 026:430 | −17   | 21     |
| Stand: Saisonende 2018 |                             |     |    |    |    |         |       |        |

| Zum 26. Spieltag: |                               |
| Vietnamesischer Meister und Qualifikation zur Zweiten Qualifikationsrunde der AFC Champions League. Sollte sich der Verein nicht qualifizieren, tritt er im AFC Cup 2019 an. Qualifikation für die Mekong Club Championship Qualifikation für die Gruppenphase AFC Cup Qualifikation Relegation Play-off Abstieg in die Zweite Liga |                               |
| Zum Saisonende 2017: |                               |
| (M) | Amtierender Meister           |
| (P) | Amtierender Pokalsieger       |
| (SP) | Amtierender Superpokalsieger  |
| (N) | Aufsteiger aus der V.League 2 |

### Relegation Play-off
| Paarung  | Dược Nam Hà Nam Định FC – Hà Nội B |
| Ergebnis | 0:0 n. V., 5:3 i. E. |
| Datum    | 13. Oktober 2018 |
| Stadion  | Vinh Stadium, Vinh |
| Tore     | Elfmeterschießen: 1:0 Nguyễn Hạ Long 1:1 Phạm Tuấn Hải 2:1 Nguyễn Hữu Định 2:2 Lê Văn Xuân 3:2 Vũ Thế Vương Lê Xuân Tú 4:2 Nguyễn Đình Mạnh 4:3 Lý Công Hoàng Anh 5:3 Đinh Viết Tú |

## Beste Torschützen
Stand: Saisonende 2018
| Platz | Spieler               | Mannschaft          | Tore |
| ----- | --------------------- | ------------------- | ---- |
| 1.    | Ganiyu Oseni          | Hà Nội FC           | 17   |
| 2.    | Hoàng Vũ Samson       | Hà Nội FC           | 15   |
| 2.    | Eydison               | Than Quảng Ninh FC  | 15   |
| 2.    | Nguyễn Tiến Linh      | Becamex Bình Dương  | 15   |
| 5.    | Youssouf Touré        | Sanna Khánh Hòa BVN | 14   |
| 6.    | Wander Luiz           | XSKT Cần Thơ        | 13   |
| 7.    | Nguyễn Công Phượng    | Hoàng Anh Gia Lai   | 12   |
| 8.    | Dominique Da Silva    | Sài Gòn FC          | 11   |
| 9.    | Pape Omar Fayé        | FC Thanh Hóa        | 10   |
| 9.    | Patiyo Tambwe         | XSKT Cần Thơ        | 10   |
| 11.   | Hà Đức Chinh          | SHB Đà Nẵng         | 9    |
| 11.   | Matías Jadue          | Hồ Chí Minh City FC | 9    |
| 11.   | Nguyễn Quang Hải      | Hà Nội FC           | 9    |
| 11.   | Phan Văn Đức          | Sông Lam Nghệ An    | 9    |
| 11.   | Joel Vinícius         | Than Quảng Ninh FC  | 9    |
| 16.   | Andre Fagan           | Hải Phòng FC        | 8    |
| 16.   | Rimario Gordon        | FC Thanh Hóa        | 8    |
| 16.   | Diogo Pereira         | SHB Đà Nẵng         | 8    |
| 16.   | Nguyễn Hoàng Quốc Chí | Sanna Khánh Hòa BVN | 8    |
| 16.   | Michael Olaha         | Sông Lam Nghệ An    | 8    |
| 16.   | Trần Minh Vương       | Hoàng Anh Gia Lai   | 8    |
| 16.   | Đinh Thanh Trung      | Quảng Nam FC        | 8    |

## Ausrüster und Sponsor
| Mannschaft              | Ausrüster    | Sponsor                  |
| ----------------------- | ------------ | ------------------------ |
| Becamex Bình Dương      | Kappa        | Becamex IDC              |
| FC Thanh Hóa            | Mitre        | FLC Group                |
| Hà Nội FC               | Kappa        | Siam Cement              |
| Hải Phòng FC            | Mitre        | Asanzo                   |
| Hoàng Anh Gia Lai       | Mizuno       | VPMilk                   |
| Dược Nam Hà Nam Định FC | VNAsport     | VICOSTONE                |
| Hồ Chí Minh City FC     | Mizuno       | Acecook, CityLand        |
| Quảng Nam FC            | Jogarbola    | batdongsan.com           |
| Sài Gòn FC              | Fraser Sport | LienVietPostBank         |
| Sanna Khánh Hòa BVN     | N.N.         | Sanest                   |
| Sông Lam Nghệ An        | Mitre        | Bac A Bank               |
| SHB Đà Nẵng             | N.N.         | SHB                      |
| Than Quảng Ninh FC      | Joma         | Vinacomin                |
| XSKT Cần Thơ            | KeepDri      | Xổ số kiến thiết Cần Thơ |